# Quận Natchitoches, Louisiana
Natchitoches là một quận thuộc bang Louisiana, Hoa Kỳ. Theo ước tính năm 2009, dân số quận này là 39255 người, mật độ 12 người/km².

## Dân số
Biến động dân số qua các từ 1900-2010: